# 奥戸橋
奥戸橋（おくどばし）は、中川に架かる東京都都市計画道路　補助264号の橋である。右岸 (西詰) の東京都葛飾区立石八丁目と左岸 (東詰) の奥戸七丁目の間を結んでいる。現在の橋は、1972年竣工であり、過去に幾度かの架け替えが行われている。

## 歴史

### 架橋以前
奥戸橋付近は下総国府に続く古代東海道の推定路にあたり、同時に江戸時代以降の"立石道"のルート上に位置していたため、古くより人々の往来があったと考えられる。一方、中川のうち奥戸橋の架かる付近は享保年間に新たに開削された部分である。そしてこの箇所には「奥戸新田の渡し」または「新渡」と呼ばれる渡船が明治時代に存在した。

### 1914年の橋

#### 架橋まで
東京府南葛飾郡奥戸村は東京都心方面である西方の村境が中川になっていた。そしてこの中川を渡る手段は5箇所の渡船（曲金の渡し、諏訪野の渡し、奥戸新田の渡し、奥戸の渡し、上平井の渡し）しかなく 不便だったため、1912年 (大正元年) 10月、奥戸村大字奥戸新田の石井源治ほか19人によって私設による橋梁架設の出願が行われ、翌1913年 (大正2年) 6月、竣工日より15年間は所定の賃料を徴収する賃取橋として認可された。架設は当時の奥戸村長　関根保太郎を理事長とする「奥戸村中川架橋協会」によって7月より開始され、翌1914年 (大正3年) 3月竣工、4月１日に開通した。橋は木造で長さ77間、幅2間半（長さ140 m、幅4.5 m）であり、経費15,500円のうち、2,800円は影響を受ける渡船への損害賠償に充てられたという。

#### 架橋後
私設の賃取橋だった奥戸橋はその後、東京府によって買収、管理されることになった。また、幾度かの洪水によって流出、破損が相次ぎその都度架け替えが行われた。1923年 (大正12年) の関東大震災の直後にも55,046円の府費支弁によって復旧工事が行われたという。

#### カスリーン台風

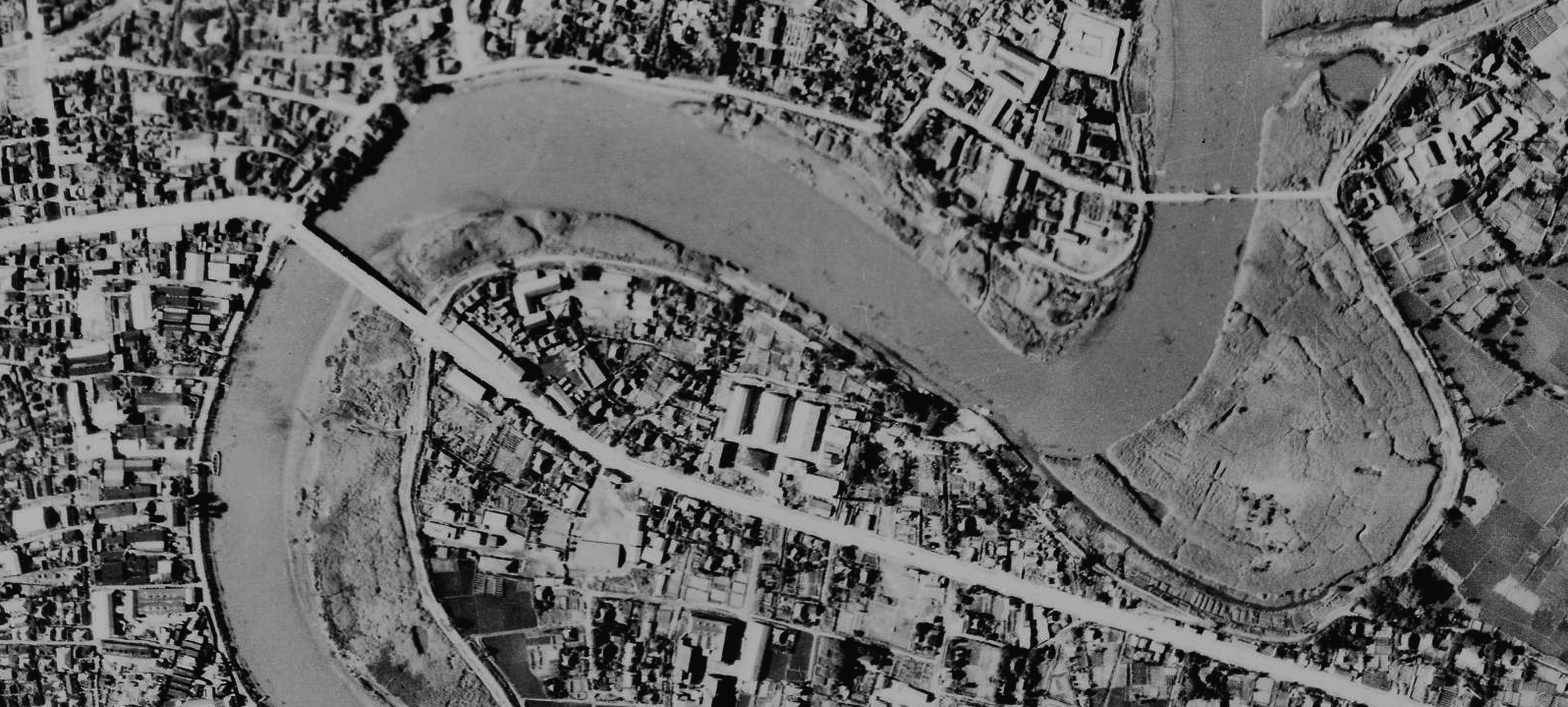
中川の奥戸橋（右上）と本奥戸橋（左下）1947年8月

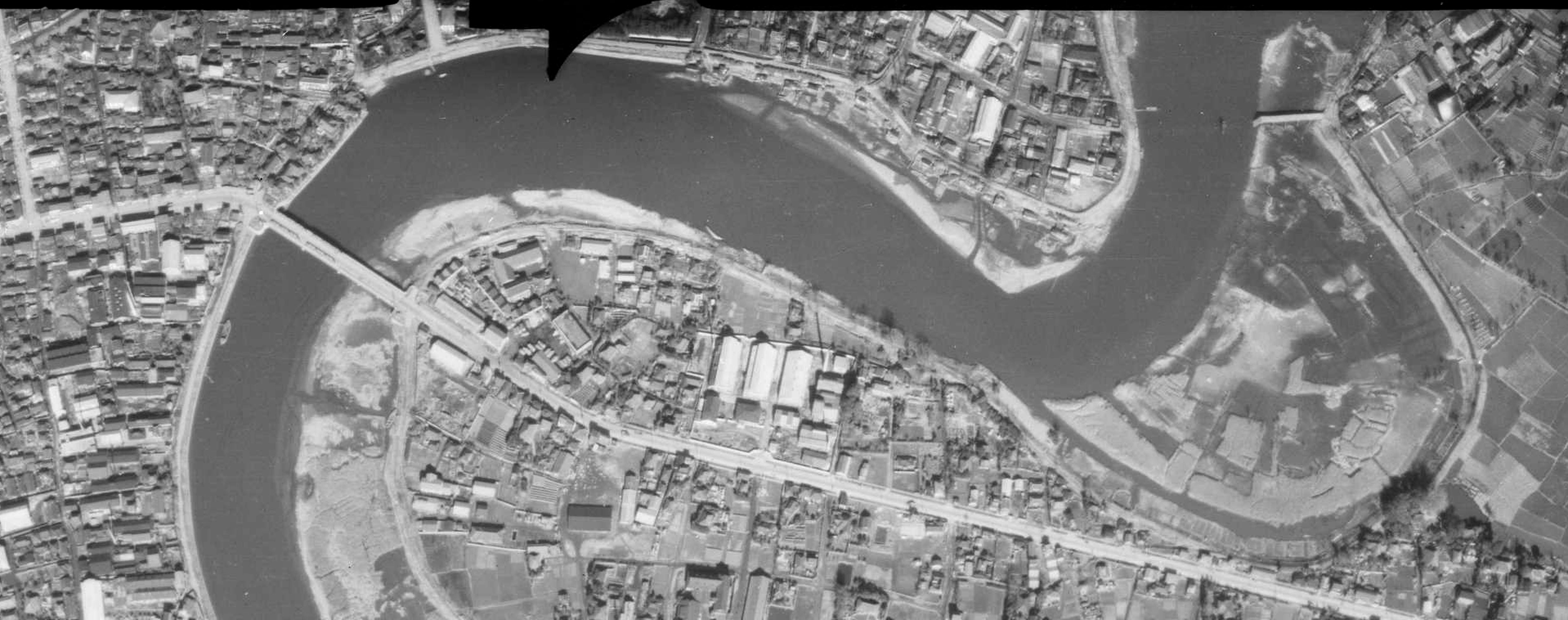
カスリーン台風によって破損した奥戸橋（右上）と残存した本奥戸橋（左下）1948年1月

1947年 (昭和22年) 9月14日から15日にかけて関東地方を通過したカスリーン台風とそれに伴う洪水により、奥戸橋の橋の中央部は破損、流出した。

### 1949年の橋
750万円をかけた奥戸橋の復旧は2年後の1949年(昭和24年)8月8日のことであり、渡り初めの際には鳶職組合による木遣音頭が披露され、両岸に演芸場が設置されたという。このときの橋は全長140 m、幅員3 mの木橋で、その橋材は主に荒川下流の葛西橋のものが利用された。

### 1972年の橋
旧橋の下流に、6億7500万円で建設され、1972年 (昭和42年) 12月、開通した。工事は1970年(昭和45年)10月に開始し、1972年11月に竣工した。

## 周辺
- 葛飾区奥戸総合スポーツセンター体育館、陸上競技場
- 立石熊野神社
- 奥戸天祖神社
- 水神社
- 上入公園
- 葛飾区立奥戸小学校
- 葛飾区奥戸総合スポーツセンター温水プール、エイトホール、野球場
- 南蔵院
- 立石様
- 京成立石駅・・・徒歩約15分
- 青砥駅・・・徒歩約15分

## 俗称について
奥戸橋は古くより「旧奥戸橋」と呼ばれることがあった。これは下流にある本奥戸橋が「奥戸橋」または「新奥戸橋」と呼ばれることがあったため、その対比より生まれた呼称である。

## 隣の橋
- 中川

（上流） - 高砂橋 - 青砥橋 - 奥戸橋  - 本奥戸橋 - 平和橋 - （下流）